# Tieling (Kreis)
Der Kreis Tieling (铁岭县,  Tiělǐng Xiàn) ist ein Kreis in der chinesischen Provinz Liaoning. Er gehört zum Verwaltungsgebiet der bezirksfreien Stadt Tieling. Der Kreis hat eine Fläche von 2.243 Quadratkilometern und zählt 324.383 Einwohner (Stand: Zensus 2020).

## Administrative Gliederung
Auf Gemeindeebene setzt sich der Kreis aus sieben Großgemeinden und sieben Gemeinden (davon zwei der Mandschu) zusammen. 